# Cristian Popescu
Cristian Popescu (Bucarest, 1937) è un ex cestista rumeno.

## Carriera
Con la Romania ha disputato cinque edizioni dei Campionati europei (1959, 1961, 1963, 1965, 1967).